# Ordine del Dannebrog
L'ordine del Dannebrog è un antico e prestigioso ordine cavalleresco danese.

## Storia
L'ordine venne creato nel 1219 per celebrare l'insperata vittoria danese sui pagani nella battaglia di Reval, nel corso della crociata guidata dal re danese Valdemaro II contro gli estoni: trovandosi i danesi in grandi difficoltà, dal cielo sarebbe miracolosamente disceso uno stendardo rosso recante una croce bianca che avrebbe ridato fiducia alle truppe danesi consentendogli di avere la meglio sui loro avversari. Le cronache del tempo riferiscono invece che in soccorso a Valdemaro giunsero i suoi vassalli dell'isola di Rügen, nel mar Baltico, che usavano come insegna un'orifiamma rosso con la croce bianca.
Il drappo (detto Dannebrog, ovvero "forza dei Danesi") divenne vessillo del regno e continuò ad essere portato dai danesi sui campi di battaglia sino al 1500, quando andò dispersa durante la battaglia di Meldrop.
Dissolto dopo il passaggio della Danimarca alla confessione luterana, l'ordine venne ricostituito nel 1671 da Cristiano V e riformato nel 1808 da Federico VI, che ne fece una decorazione al merito civile e militare per premiare le benemerenze dei danesi privi del requisito della nobiltà necessaria ad accedere al titolo di cavaliere.

## Classi
L'ordine attualmente dispone delle seguenti classi di benemrenza che danno diritto a dei post nominali qui indicati tra parentesi:
- Gran Commendatore (S.Kmd)
- Cavaliere di Gran Croce (S.K.)
- Commendatore di I classe (K1)
- Commendatore (K)
- Cavaliere di I Classe (R1)
- Cavaliere (R)
- Croce d'Onore (D.Ht)

|               |           |                       |              |                          |                         |                   |
| Nastri        |           |                       |              |                          |                         |                   |
| Croce d'Onore | Cavaliere | Cavaliere di I Classe | Commendatore | Commendatore di I classe | Cavaliere di Gran Croce | Gran Commendatore |

## Insegne

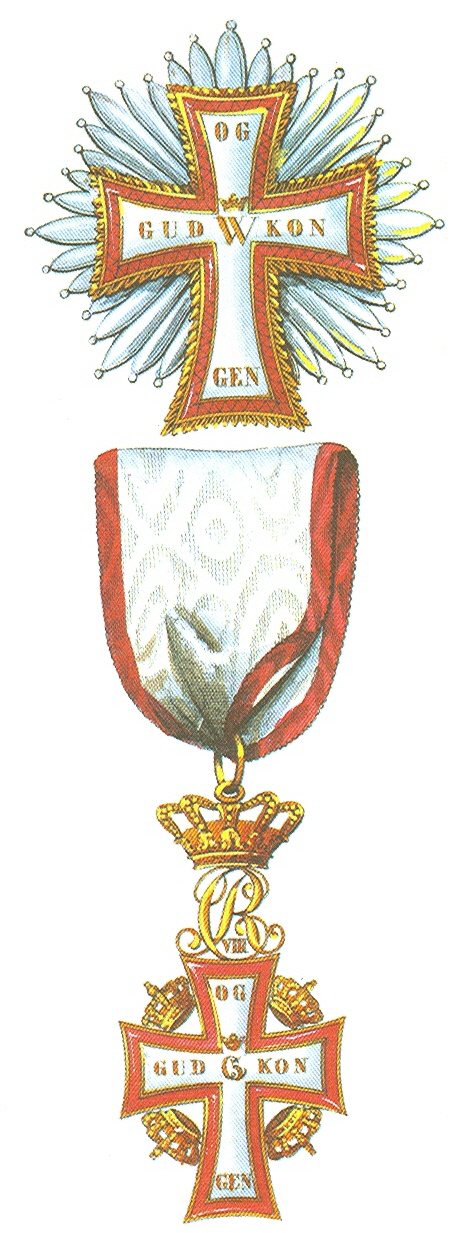
Medaglia e placca dell'Ordine del Dannebrog

Stemma di Federico IV di Danimarca circondato dai collari dell'Ordine del Dannebrog e dell'Ordine dell'Elefante. Esso è rappresentato sul soffitto della sala dei ricevimenti del castello di Rosenborg a Copenaghen.

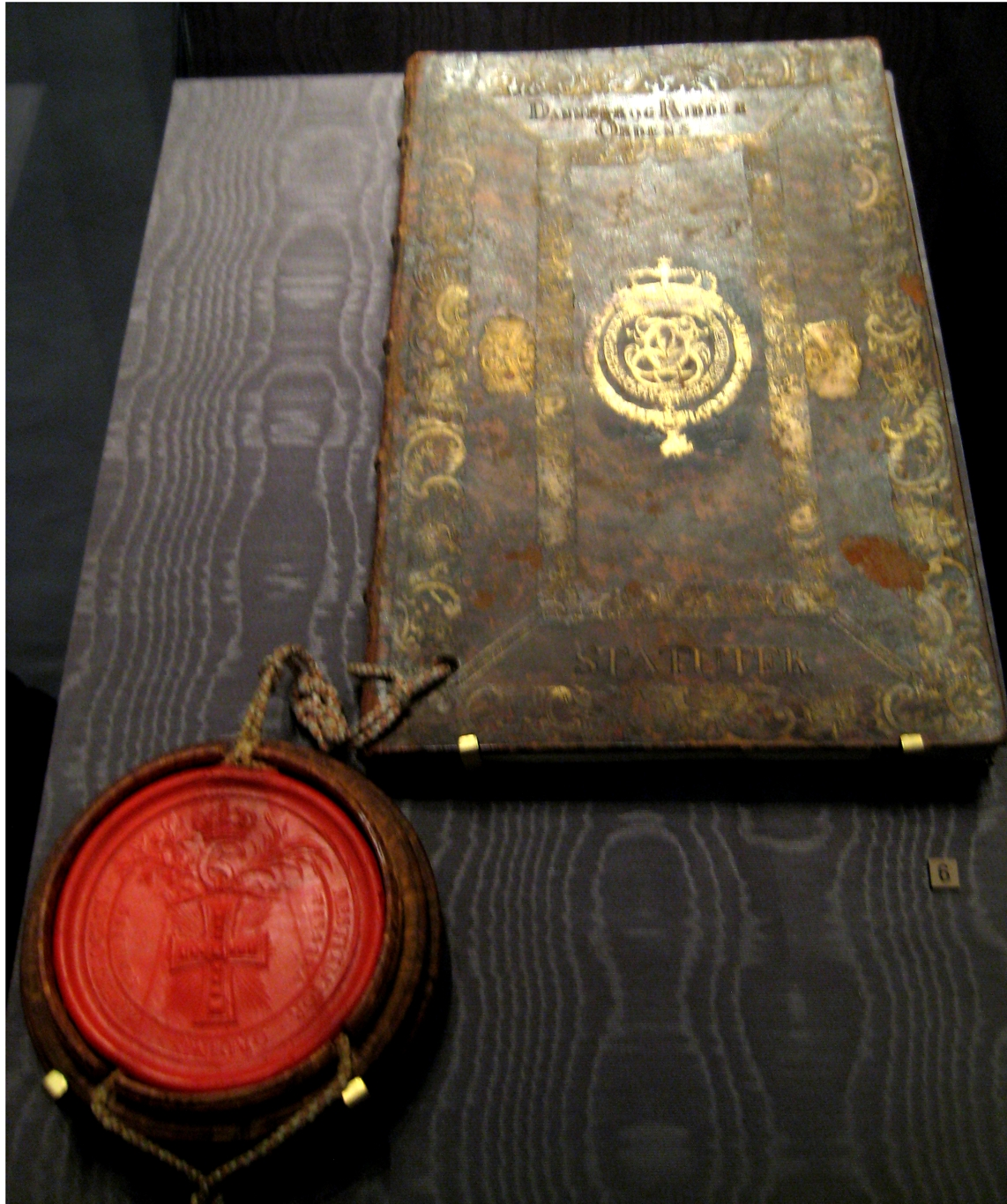
Statuti dell'Ordine.

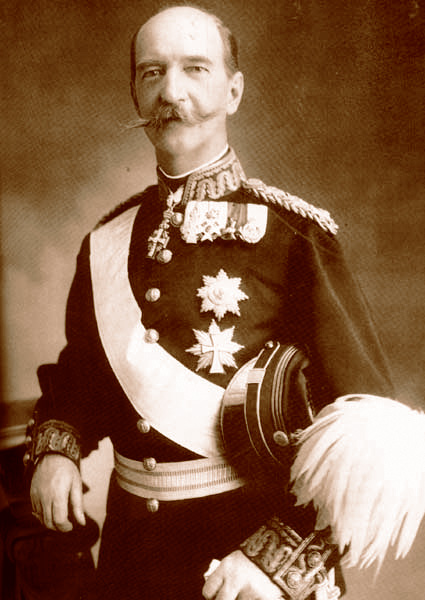
Giorgio I secondo Re di Grecia dal 1863,si può notare la placca e la decorazione al collo dell'Ordine

Le insegne dell'Ordine sono differenziate in base alla classe di concessione:
- Gran Commendatore

Grand Commendatore (Storkommandør) — indossa un'insegna in diamanti (se donna) o un collare (se uomo) oltre ad una placca sempre in diamanti da portarsi sulla parte sinistra del petto;
- Prima classe

Cavaliere di Gran Croce (Storkors) — indossa la fascia dell'Ordine dalla spalla destra al fianco sinistro e sul lato sinistro indossa la placca dell'Ordine;
- Seconda classe

Commendatore di I classe (Kommandør af 1. grad) — indossa la decorazione a nastro portata al collo unitamente ad una placca più piccola della gran croce sul lato sinistro;
Commendatore (Kommandør) — indossa la decorazione a nastro portata al collo;
- Terza classe

Cavaliere di I classe (Ridder af 1. grad) — indossa l'onorificenza con una rosetta sulla parte sinistra del petto
Cavaliere (Ridder) — indossa l'onorificenza sulla parte sinistra del petto.
La classe di Gran Commendatore è riservata alle persone di origine regale che siano in strette relazioni di parentela con la famiglia reale danese. Le donne vennero ammesse all'Ordine nel 1951.
- La medaglia è costituita da una croce patente latina col braccio inferiore più lungo smaltata di bianco e bordata di rosso e d'oro, avente al centro il monogramma coronato d'oro del monarca concedente l'onorificenza, e sui bracci il motto GUD OG KONGEN (Dio e il re).
- La placca dell'Ordine riprende le decorazioni della medaglia montate su una stella d'argento a otto punte con sbalzi a diamanti.
- Il nastro dell'Ordine è bianco con una striscia rossa per parte a riprendere i colori nazionali della bandiera danese.

### Uso diplomatico delle decorazioni
L'Ordine del Dannebrog è solitamente utilizzato anche per ricompensare i diplomatici che prestano servizio in Danimarca e per la Danimarca all'estero. In Danimarca, però, la concessione degli ordini a livello diplomatico segue una precisa consuetudine unica nel suo genere, si attua cioè il concetto dell'"occhio per occhio, dente per dente", ovvero se un ambasciatore danese ottiene da un altro paese un'onorificenza dopo un tot di anni di servizio il corrispondente ambasciatore del paese straniero in servizio in Danimarca otterrà l'Ordine del Dannebrog dopo il medesimo periodo di servizio in Danimarca.
| Rango diplomatico                       | Classe dell'Ordine                           |
| --------------------------------------- | -------------------------------------------- |
| Ambasciatore                            | Cavaliere di Gran Croce                      |
| Chargés d'Affaires e.p.                 | Gran commendatore (dopo i 40 anni di età)    |
| Chargés d'Affaires a.i.                 | Commendatore o Cavaliere di I classe         |
| Consigliere d'ambasciata                | Commendatore o Cavaliere di I classe         |
| Primo Segretario d'ambasciata           | Cavaliere di I classe                        |
| Secondo o Terzo Segretario d'ambasciata | Cavaliere di II classe                       |
| Attaché alla difesa                     | Dipendente dal rango militare                |
| Altri attachés                          | Cavaliere o altri gradi a seconda del merito |

## La Croce d'onore dell'Ordine del Dannebrog
La Croce d'onore dell'Ordine del Dannebrog (in danese Dannebrogordenens Hæderstegn è un'onorificenza di merito connessa all'Ordine del Dannebrog. La croce venne istituita da re Federico VI di Danimarca il 28 giugno 1808.
La croce, dato il suo particolare legame con l'Ordine del Dannebrog sotto l'aspetto della forma e del tipo di concessione, era considerata al più una specie di grado aggiuntivo dell'Ordine stesso e veniva destinata a quanti avessero prestato un servizio particolare alla patria o un nobile scopo per la comunità. Viene normalmente concessa di diritto ai membri della famiglia reale. La croce viene ancora oggi concessa, ma solitamente si tende a concederla a chi sia già insignito di uno qualsiasi dei gradi dell'Ordine del Dannebrog come onorificenza aggiuntiva.
La croce, nelle forme, è identica alla croce di cavaliere dell'Ordine del Dannebrog con la differenza che essa è realizzata interamente in argento e senza smalti;  è portata appuntata come medaglia (per gli uomini) o a fiocco (per le dame) che ha gli stessi colori del nastro dell'Ordine, ovvero bianco con una striscia rossa per parte.

## Gioiellieri e produttori

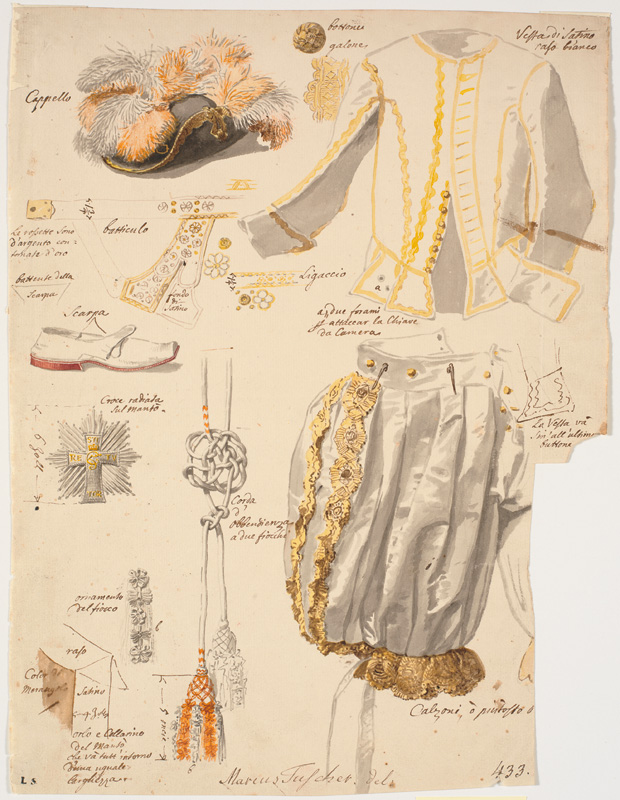
Costume da cavaliere dell'Ordine disegnato nel 1750

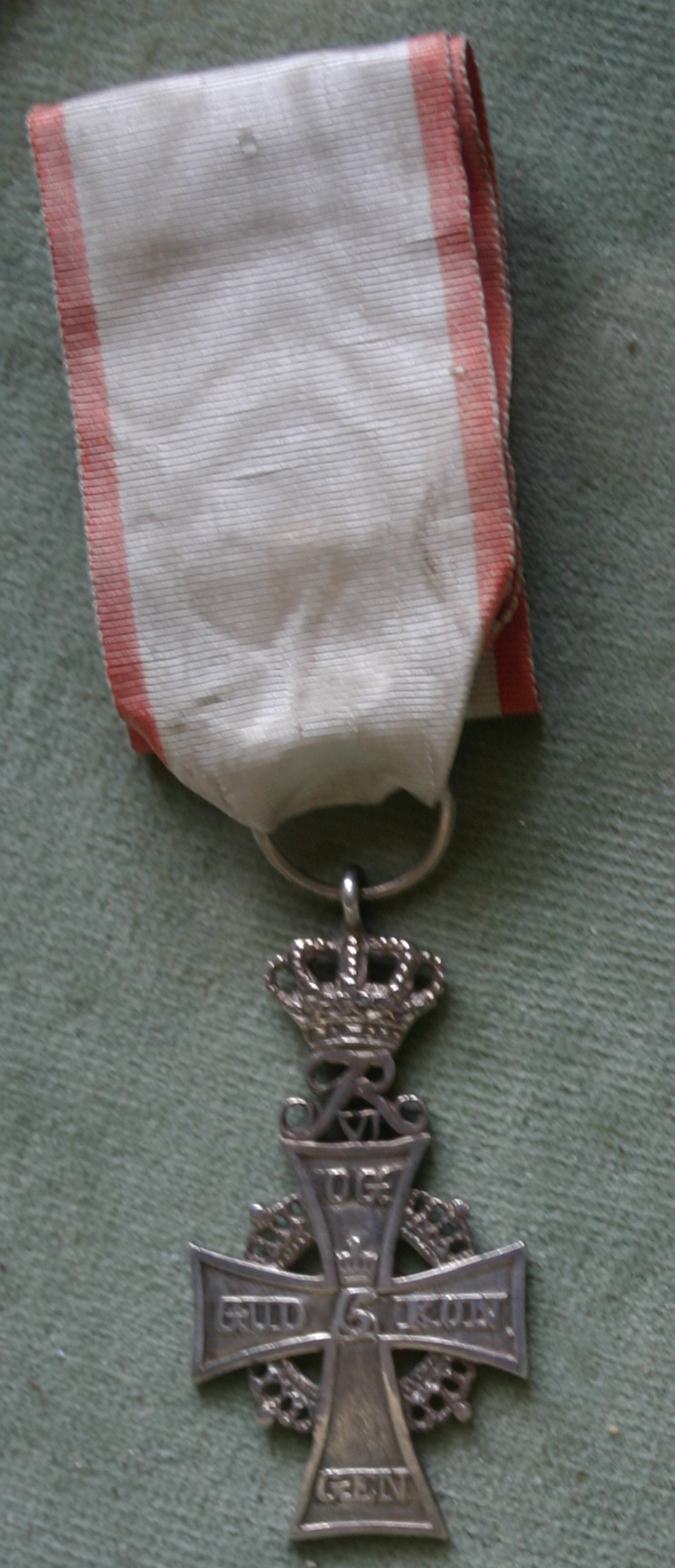
La Croce d'Onore dell'Ordine del Dannebrog

Quello che segue è un elenco dei gioiellieri e dei produttori delle decorazioni che si succedettero dall'istituzione dell'Ordine sino ai giorni nostri. Tutti i singoli artigiani avevano la qualifica di gioielliere reale e sovente realizzavano anche i gioielli per conto della famiglia reale danese stessa:
| Gioielliere           | Periodo   |
| --------------------- | --------- |
| Poul Kurtz            | 1655-1679 |
| Ferdinand Küblich     | 1670-1687 |
| Fridrich Kurtz        | 1679-1703 |
| Pierre Tresfort       | 1687-1729 |
| Jean Henri de Moor    | 1688-1696 |
| Andreas Normand       | 1700-1727 |
| Frederik Fabritius    | 1746-1778 |
| Christopher Fabritius | 1778-1829 |
| Frederik Fabritius    | -1832     |
| Nicolai Christensen   | ? - 1832  |
| Poul Ressen Eggersen  | 1832-1841 |
| Anton Michelsen       | 1848 -    |

Anton Michelsen venne assunto nella Royal Copenhagen A/S che è attualmente la produttrice delle decorazioni.